# جورج کسلر
جورج کسلر (انگلیسی: Georg Keßler؛ زادهٔ ۲۳ سپتامبر ۱۹۳۲) بازیکن فوتبال اهل آلمان است.
از باشگاه‌هایی که در آن بازی کرده‌است می‌توان به باشگاه فوتبال فورتونا سیتارد اشاره کرد.